# Howard Dully
Howard Dully (nascido em 30 de novembro de 1948) é um dos mais jovens receptores da lobotomia transorbital, um procedimento realizado nele quando ele tinha 12 anos. Dully recebeu atenção internacional em 2005, após a transmissão de sua história na Rádio Pública Nacional. Posteriormente, em 2007, ele publicou um livro de memórias Best Seller do New York Times, My Lobotomy, uma história das dificuldades de sua lobotomia, com coautoria de Charles Fleming.

## Biografia
Dully nasceu em 30 de novembro de 1948, em Oakland, Califórnia, o filho mais velho de Rodney e June Louise Pierce Dully. Após a morte de sua mãe de câncer em 1954, o pai de Dully se casou com sua mãe solteira Shirley Lucille Hardin em 1955.
O neurologista Walter Freeman diagnosticou Dully como portador de esquizofrenia infantil desde os quatro anos de idade, embora vários outros profissionais médicos e psiquiátricos que haviam examinado Dully não tivessem detectado um distúrbio psiquiátrico. Em 1960, aos 12 anos de idade, Dully foi submetido por seu pai e sua madrasta a uma lobotomia transorbital, realizada pelo Dr. Freeman por $ 200. Durante o procedimento, um instrumento longo e afiado chamado orbitoclasto foi inserido através de cada uma das órbitas oculares de Dully 7 cm (2,75 polegadas) em seu cérebro.
Dully foi internado durante anos como adolescente (no Hospital Estadual Agnews como menor); transferido para a Escola Rancho Linda em San Jose, Califórnia, uma escola para crianças com problemas de comportamento; encarcerado; e acabou sendo um sem-teto e um alcoólatra. Depois de ficar sóbrio e obter um diploma universitário em sistemas de informação de computador, ele se tornou instrutor de volante certificado pelo estado da Califórnia em uma empresa de ônibus escolar em San Jose, Califórnia.
Aos 50 anos, com a ajuda do produtor da National Public Radio David Isay, Dully começou a pesquisar o que lhe acontecera quando criança. A essa altura, sua madrasta e o Dr. Freeman estavam mortos e, devido aos efeitos posteriores da cirurgia, ele foi incapaz de confiar em suas próprias memórias. Ele viajou pelo país com Isay e Piya Kochhar, falando com membros de sua família, parentes de outros pacientes de lobotomia e parentes do Dr. Freeman, e também obtendo acesso aos arquivos de Freeman. Dully relatou sua história pela primeira vez em uma transmissão da National Public Radio em 2005, antes de ser coautor de um livro de memórias publicado em 2007.